# Russisch-Perzische oorlogen
In de geschiedenis zijn er vijf Russisch-Perzische oorlogen geweest:
- de Russisch-Perzische Oorlog (1651-1653); eindigend in een Perzische overwinning
- de Russisch-Perzische Oorlog (1722-1723); een matig succesvolle campagne van Peter de Grote tegen Perzië onder de Safawiden
- de Russisch-Perzische Oorlog (1796); een oorlog tussen Rusland onder leiding van Catharina de Grote en Perzië onder de Kadjaren
- de Russisch-Perzische Oorlog (1804-1813); een oorlog tussen Rusland onder leiding van Alexander I van Rusland en Perzië onder de Kadjaren
- de Russisch-Perzische Oorlog (1826-1828); een oorlog tussen Rusland onder leiding van Nicolaas I van Rusland en Perzië onder de Kadjaren